# Седлянка
Седлянка (пол. Siedlanka) — село в Польщі, у гміні Нівіська Кольбушовського повіту Підкарпатського воєводства.
Населення — 729 осіб (2011).
У 1975-1998 роках село належало до .

## Демографія
Демографічна структура станом на 31 березня 2011 року:
|          | Загалом | Допрацездатний вік | Працездатний вік | Постпрацездатний вік |
| -------- | ------- | ------------------ | ---------------- | -------------------- |
| Чоловіки | 366     | 102                | 227              | 37                   |
| Жінки    | 363     | 75                 | 222              | 66                   |
| Разом    | 729     | 177                | 449              | 103                  |